# 灰銼體鯰
灰銼體鯰，為輻鰭魚綱鯰形目甲鯰科的其中一種，為溫帶淡水魚，分布於南美洲亞馬遜河、埃塞奎博河、托坎廷斯河、奧里諾科河西部流域，體長可達18公分，棲息在高海拔溪流底層水域，生活習性不明。